# 神社本廳
神社本廳（日语：／）是日本一個以神宮（伊勢神宮）為本宗，統括各地神社的宗教法人機構，為日本最大的神道系宗教團體。1946年2月3日建立。
雖稱作「廳」，但非所謂的官公廳，而是基於宗教法人法、由文部科學大臣所轄之「包括宗教法人」。

## 概要
神社本廳是日本最大的神道系宗教團體，在全國約8萬座日本神社中有7萬9千座以上加盟。本廳在各都道府縣設有神社廳，前身為內務省外局神祇院。
神社本廳的「宗教法人「神社本廳」廳規」中第3條規定，神社本廳的目的是管理指導旗下神社、宣揚神社神道、執行神社祭祀、信者（氏子）的教化養成、本宗伊勢神宮的奉贊、神職養成、宣傳活動等。

## 歷史

### 前史
1872年（明治5年），伊勢神宮少宮司浦田長民創立神宮教會。
1875年，集結全國神道諸派的行政團體神道事務局成立，總裁由有栖川宮幟仁親王、副總裁由岩下方平出任。1882年，從神道事務局獨立的神職中央機關皇典講究所創立。神道事務局在1884年改組為神道本局。1885年《會通雜誌》創刊，刊載皇典講究所與神道本局的記錄和官方公告、外國報告、官國幣社祭日等。

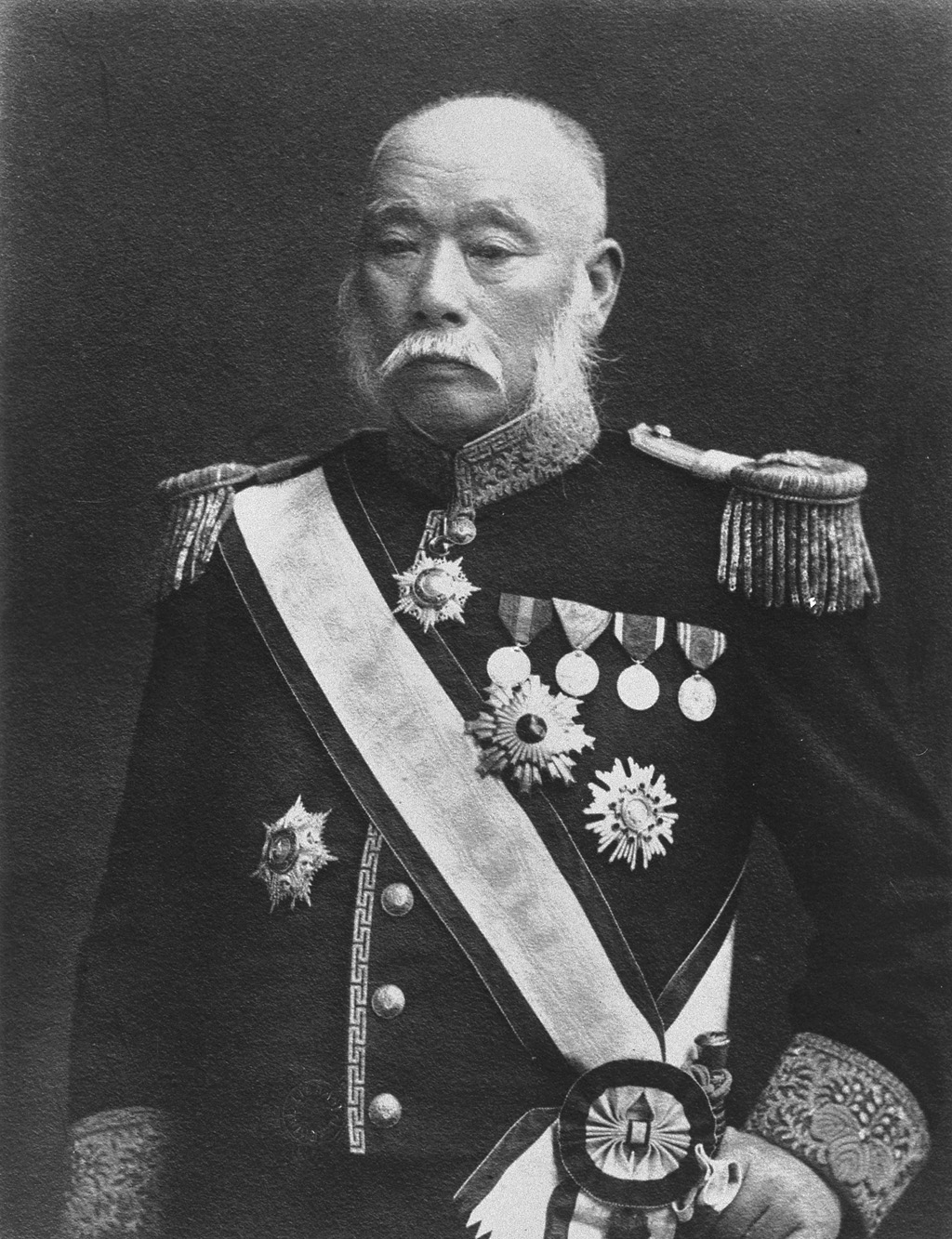
1890年在皇典講究所所長山田顯義邀請下出任初代國學院院長的高崎正風。

1890年（明治23年）11月29日施行大日本帝國憲法第28條，國民擁有「宗教自由」，神道與佛教、基督教獲得國家正式承認為宗教組織，另一方面，神社則被視為是國家祭祀行為而非宗教。皇典講究所設立教育機關國學院。
1898年（明治31年），全國神職會成立，強化全國神社的合作。1900年（明治33年），內務省社寺局重整為神社局與宗教局，分隔神社與佛教。全國神職會之後更名為「大日本神祇會」，成為神社本廳的前身團體之一。
1899年，神宮教發展為神宮奉齋會。
1909年1月30日，獨逸學協會幹部、國鏡社社主飯山正秀為了推廣皇道學與教育勅語而創立教育團體日本獎學義會。
1917年（大正6年），日本基督教會的「神社決議」聲明否定神社非宗教論。
1918年（大正7年），今泉定助就任皇典講究所理事，擴充國學院並更名為國學院大學。1921年（大正10年）就任神宮奉齋會會長。
昭和時期的1938年，日本大學皇道學院設立，今泉定助就任院長。1940年設置神祇院。
1945年（昭和20年）10月4日，駐日盟軍總司令（GHQ/SCAP）廢除「對思想、宗教、集會和言論自由的限制」，頒布「自由指令」允許「無限制地討論天皇、國體及日本帝國政府」。12月15日，「神道指令」命令日本政府廢除神祇院，將國家與宗教完全分離。12月28日，「宗教團體法」廢止，同時公布「宗教法人令」。
1946年（昭和21年）1月23日，配合「神道指令」，大日本神祇會、皇典講究所、神宮奉齋會三團體成立神社本廳。

### 神社本廳的設立
神祇院本應在沒有占領軍施壓下維持現有的神社非宗教立場，但在「神道指令」公布時遭到廢除。另一方面，葦津珍彥認為會有嚴厲的鎮壓，與皇典講究所的吉田茂（非內閣總理大臣）、神宮奉齋會的宮川宗德一同尋找出路。
1945年（昭和20年）10月25日，葦津在「神社制度改革的私見」中，向大日本神祇會、皇典講究所、神宮奉齋會相關人士提出由民間主導保留神社界。葦津提出「建立一個傳達正確訊息並進行統一處理的全國組織」、「聯合各神社的鬆散『神社聯盟』」、「該神社聯盟沒有教義表決權」。11月7日至8日舉行第2回民間三團體聯合懇親會，通過「聯合三團體」、「在神祇會館設立準備處」、「起草聯合草案並召開審議會」。然而，大日本神祇會在11月13日向設立準備審議會提出的「神社教（暫稱）教規大綱案」如宗教團體一般，納入了教義表決權與旗下神社的人事權。對此，葦津主張「固化教義違反神社神道的本質，打造強力的中央集權組織將引來占領軍的干渉」，大力反對大日本神祇會案。翌日14日，宮川宗德提出以葦津案為基調的折衷案。審議會制定了以葦津案為中心的神社界組織構想，於1946年（昭和21年）1月23日提出聲明「以全國神社的共識為基礎，在本宗皇大神宮的允許下，成立涵跨全國神社的新團體，努力實現合作神社的使命，為新日本的建設做出貢獻。」成立宗教法人神社本廳，2月3日正式設立。神社本廳成立後，根據宗教法人法（宗教法人令），神社將被視為與其他宗教一樣的宗教組織。
本廳設立時，神宮奉齋會捐贈10萬日圓給神社本廳，將「擁有相當設備」（宮川所稱）的奉齋會地方本部奉齋所重整為神社。例如，東京奉齋會本院在1946年（昭和21年）3月向神社本廳申請設立神社，成立東京大神宮。
1956年（昭和31年）5月，公布神社信仰基本方針「敬神生活綱領」，為氏子、崇敬者的教化、養成做出努力。1980年（昭和55年）7月施行「神社本廳憲章」，確立神社本廳的基本精神規範。

## 教義

### 神社本廳憲章
神社本廳是日本全國約8萬社的包括宗教法人。每個神社都有自己的歷史，並有八幡信仰、稻荷信仰等多種宗教信仰，很難確立一個統一教義。1980年（昭和55年）5月21日制訂「神社本廳憲章」。其背景和立場在序言中陳述「迄今為止，重要的關注點是建立和維護基本規範作為精神融合的紐帶。」，附則規定「本憲章施行時，廳規及過去規定等視為依本憲章制定。」。
第一條「神社本廳尊重傳統，追求振興祭祀與宏揚道義，祈求天皇治世興盛，為四海萬邦的安寧做出貢獻。」。

### 敬神生活綱領
「神社本廳憲章」以前，神社本廳的執行精神訂於昭和31年（1956年）制定的「敬神生活綱領」。
神社本廳沒有成文教義，但根據『神社本廳憲章解奢』，神社本廳的成立和活動精神是基於「神社本廳憲章」與「敬神生活綱領」。

## 組織

### 廣義與狹義的神社本廳
神社本廳是約8萬社的神社包括團體。因此廣義的「神社本廳」是包含被包括神社在內的集合體，狹義的「神社本廳」則是指澀谷區代代木的事務組織。神社本廳議決機關是由全國神職、總代所選出的評議員會，總長以下委員也由其選任。與戰前的監督官廳神祇院擁有完全不同的組織體質。

### 團體組織
- 總部位於東京都澀谷區代代木一丁目1番2號（明治神宮北參道入口旁）[28]。
- 總裁依據「神社本廳憲章」（憲章）為名譽職。現任總裁為前神宮祭主（日语：祭主）池田厚子（舊名順宮厚子內親王，昭和天皇四女、明仁上皇姊、德仁伯母）。
- 依據憲章，「統理」總管神社本廳，為本廳代表。同時擔任日本會議顧問。現任統理為鷹司尚武（日语：鷹司尚武）。
- 神社本廳規則「神社本廳廳規」所訂之宗教法人代表役員為總長。現任總長為石清水八幡宮宮司、京都府神社廳（日语：神社庁）長田中恆清（日语：田中恆清）。田中也是日本會議副會長。
- 各都道府縣設有地方機關神社廳（日语：神社庁），各神社廳下設支部。除了人事財政等各事務外，也負責地方活動的推廣。部分神社廳也是宗教法人，此時是神社本廳的被包括法人。

- 神社本廳管轄全國約8萬座神社[29]。其中，由神社本廳介入神職進退的神社稱作別表神社，約有350社[29]。
- 屬於神社本廳的神社也可能同時是其他宗教法人。
  - 例：出雲大社（出雲大社教）、石鎚神社（日语：石鎚神社）（石鎚本教）等

### 神宮大麻
- 全國旗下神社的神宮大麻（天照大御神之札）初穗料（日语：初穂）的一半納入神社本廳收入。另一半則為伊勢神宮收入[29]。2001年（平成13年）度的神社本廳收入約35億日圓[29]。此外，鑽石週刊報導神社本廳要求旗下神社需頒布一定數量的神宮大麻[29]。神社本廳將神宮大麻的頒布列為活動目的之一[30]。

### 相關團體

#### 全國神社總代會
全國神社總代會是神社氏子代表人，在神社本廳內設有事務局。
神社本廳初代事務總長宮川宗德出任社長的神社新報社於1946年（昭和21年）2月成立。一般財團法人神道文化會也在宮川的提倡下設立。神社本廳的評議委員會透過神社新報社等公布舉行資訊。

#### 神道政治聯盟與神道政治聯盟國會議員懇談會
1969年（昭和44年），神道政治聯盟成立。
神道政治聯盟國會議員懇談會（神政連會國會議員懇）由贊同神道政治聯盟理念的日本國會議員（實際上皆為自民黨員）組成。現任會長為中曽根弘文。第3次安倍內閣閣僚20人中，除了公明黨以外的19人皆為神政連國會議員懇的會員。

### 指定團體
指定團體是指神社相關團體中，由神社本廳推薦、培育、資助的團體。
- 全國敬神婦人聯合會 - 奉仕神社的婦人會（日语：婦人会）全國組織。
- 神道青年全國協議會 - 青年神職的全國組織。
- 全國神社保育團體聯合會 - 神社為營運母體的幼稚園、保育園、認定兒童園、保育所等之互助與學習。
- 全國教育關係神職協議會 - 教職員兼職之神職等互助與學習。
- 全國神社童軍協議會 - 直接或配合經營童軍、女童軍的神社之相互互助（童軍可取得「宗教章（日语：宗教章）」）。
- 全國氏子青年協議會 - 以神社為中心的青年團體，旨在透過神社服務為當地社區的發展做出貢獻。

### 不屬於神社本廳的神社
金刀比羅宮、鎌倉宮、靖國神社、伏見稻荷大社、日光東照宮、氣多大社、白崎八幡宮、梨木神社、新熊野神社、富岡八幡宮等知名神社皆非神社本廳所屬神社，而是單立宗教法人。大型單立神社約有2000社，加上小型祠堂等在內的單立神社則達20萬社。東大阪市半數以上具有宗教法人格的神社皆非屬神社本廳。
除了神社本廳以外，還有同屬神社神道系的包括宗教法人（神社本教、北海道神社協會、神社產土教、日本神宮本廳等），這些所屬神社也非屬神社本廳旗下。
氣多大社雖是別表神社，但因財產管理與處分等規則變更而與本廳對立展開訴訟，最後脫離神社本廳成為單立神社。明治神宮也在2004年（平成16年）解除神社本廳被包括關係，脫離別表神社，但2010年（平成22年）8月23日再恢復神社本廳被包括關係。富岡八幡宮則因宮司人事而決定脫離，2017年（平成29年）6月再次提出脫離神社本廳，同年9月獲東京都承認。金刀比羅宮則因不滿神社本廳作為而在2020年6月脫離。

### 資產
鑽石週刊報導神社本廳在2014年的所有財產為93億7644萬日圓。其中包含神社本廳建物14億4079萬日圓，境內地地價10億8900萬日圓。所擁有之普通財產包含出版歷史教科書的教科書公司股份等。

### 歷代總裁、統理、總長（事務總長）
| 代   | 姓名       | 在任      | 在世      | 享年 |
| ---- | ---------- | --------- | --------- | ---- |
| 初代 | 北白川房子 | 1947-1974 | 1890-1974 | 84   |
| 2代  | 鷹司和子   | 1974-1988 | 1929-1989 | 59   |
| 3代  | 池田厚子   | 1996-     | 1931-     |      |

| 代         | 姓名       | 在任                                           | 在世      | 享年 |
| ---------- | ---------- | ---------------------------------------------- | --------- | ---- |
| 初代       | 長谷外余男 | 1946.2.6-3.26（代務者）/3.26（就任、當日辭職） | 1890-1974 |      |
| 2代        | 鷹司信輔   | 1946-1959                                      | 1889-1959 |      |
| （代務者） | 秋岡保治   | 1959.2-1959.6                                  | 1886-1971 |      |
| 3代        | 佐佐木行忠 | 1959-1975                                      | 1893-1975 |      |
| （代務者） | 篠田康雄   | 1975-1976                                      | 1908-1997 |      |
| 4代        | 德川宗敬   | 1976-1989                                      | 1897-1989 |      |
| 5代        | 細川護貞   | 1989-1998                                      | 1912-2005 |      |
| 6代        | 東園基文   | 1998-2001                                      | 1911-2007 |      |
| 7代        | 久邇邦昭   | 2001-2011                                      | 1929-     |      |
| 8代        | 北白川道久 | 2011-2018                                      | 1937-2018 |      |
| 9代        | 鷹司尚武   | 2018-                                          | 1945-     |      |

| 代   | 姓名       | 在任      | 在世      | 享年 |
| ---- | ---------- | --------- | --------- | ---- |
| 初代 | 宮川宗德   | 1946-1948 | 1890-1973 | 76   |
| 2代  | 長谷外余男 | 1948-1949 | 1890-1973 |      |
| 3代  | 高階研一   | 1949-1953 | 1885-1967 |      |
| 4代  | 平田貫一   | 1953-1953 | 1883-1971 |      |
| 5代  | 吉田茂     | 1953-1954 | 1885-1954 |      |
| 6代  | 平田貫一   | 1955-1956 | 1883-1971 |      |
| 7代  | 秋岡保治   | 1956-1959 | 1886-1971 |      |
| 8代  | 富岡盛彥   | 1959-1962 | 1892-1974 |      |
| 9代  | 古屋新     | 1962-1966 | 1893-1968 |      |
| 10代 | 林榮治     | 1966-1971 | 1902-1972 |      |
| 11代 | 塙瑞比古   | 1971-1974 | 1902-1987 |      |
| 12代 | 篠田康雄   | 1974-1983 | 1908-1997 |      |
| 13代 | 黑神直久   | 1983-1987 | 1907-1987 |      |
| 14代 | 櫻井勝之進 | 1987-1989 | 1909-2005 |      |
| 15代 | 白井永二   | 1989-1995 | 1915-2008 |      |
| 16代 | 岡本健治   | 1995-1998 | 1924-1999 |      |
| 17代 | 工藤伊豆   | 1998-2004 | 1922-2005 |      |
| 18代 | 矢田部正巳 | 2004-2010 | 1936-2015 | 78   |
| 19代 | 田中恆清   | 2010-     | 1944-     |      |

## 政治活動、主張
神社本廳的政治相關團體是神道政治聯盟（神政連）。神社本廳總長田中恆清為日本會議副會長，統理鷹司尚武則為日本會議顧問。
1953年（昭和28年）第3屆日本參議院議員通常選舉，神社本廳推舉宮川宗德但未當選。1966年（昭和41年），神社審議會提出「神社本廳相關組織應組成強力的推動團體進軍國會」。1969年（昭和44年）神政連結成後，改為推薦既有政黨（主要為自由民主黨）政治家。而神社本廳與日本遺族會等右派團體也進行政治遊說，提供參拜靖國神社的政治家選票與資金的支援。
過去的日本會議活動中，可見神社本廳等各宗教團體的接待處並進行組織動員。

### 皇室典範修正
2005年（平成17年）3月17日，神社本廳針對「皇室典範有識者會議」的皇位繼承議題，以「針對皇室典範修正的神社本廳基本立場」發送至各都道府縣的神社廳。針對同年11月24日有識者會議的報告書，12月2日發表「皇室典範修正問題之神社本廳基本見解」。本廳提出皇位「無一例外地由男系繼承」，「針對皇室典範修正的神社本廳基本立場」呼籲政府與有識者會議應尊重男系皇位繼承傳統。

### 首相官方參拜靖國神社
2005年（平成17年）6月9日，神社本廳就內閣總理大臣參拜靖國神社等爭議，也就是所謂的靖國神社問題，表示分祀「從神社祭祀（さいし）的本義來說是不可能的」。其中，神社本廳對於包含A級戰犯、戰爭審判犠牲者等「昭和殉難者」於靖國神社合祀、慰靈表達支持，並對許多人誤解祭神的「分祀」意義，偏離了神社祭祀的本義表達憂慮。本廳認為靖國神社是日本戰死者追悼的中心設施、祭神分離的「分祀」不能套用在神社祭祀上、首相應該繼續參拜靖國神社、A級戰犯是國會決議後透過政府執行而實施合祀。
此外，神社本廳也是靖國神社崇敬奉賛會的法人會員。

### 紀元節回復運動
1957年（昭和32年）8月21日，神社本廳與生長之家（現生長之家本流運動）、修養團等為了推動恢復紀元節（將西曆紀元前660年2月11日初代神武天皇登基日視為日本國誕生日）而組成「紀元節奉祝會」。1967年（昭和42年）紀元節以「建國紀念之日」的名稱復活。

### 上關原子力發電所建設之四代八幡宮境內地處分問題
中國電力規劃的山口縣上關原子力發電所預定地有部分是四代八幡宮境內地，當時宮司林春彥反對提供神社地。林春彥在2002年表示神社本廳代表役員計畫將他解雇，支持派氏子更在2003年要求解雇宮司。
神社本廳對於該神社境內地的財產處分申請表示「核能發電不會排出造成地球暖化的溫室氣體，不會造成環境破壞」，同意四代八幡宮售出境內地。

### 神社境內的憲法修正署名運動
神社本廳與部分神社參與櫻井良子主導的「制定美麗日本憲法國民之會」連署活動。對此，作為單立神社的新熊野神社宮司尾竹慶久表示「神社的職務是創造一個能讓參拜者舒適參拜的環境。（在神社）推動可能讓人不舒服的修憲運動，是放棄了神職職務、將神社私物化」。八王子市淺川金刀比羅神社宮司奧田靖二也表示「神社在戰前是戰爭的共犯。如果要反省過去，神職、宮司應該反對和平安全法制」。

### 津地鎮祭訴訟的最高裁判決
1977年（昭和52年），津地鎮祭訴訟的最高裁認定（昭和52年7月13日大法廷判決）國家與自治體進行社會一般習慣的宗教儀禮非日本國憲法第20條第3項禁止之「宗教行為」，判定合憲。神社本廳表示從此推翻占領軍的國家宗教「完全分離主義」，確立了憲法的政教分離解釋。此解釋也讓平成的皇位繼承相關儀式、儀禮成為可能。

## 訴訟

### 不動產買賣問題與相關訴訟
2015年，神社本廳賣出川崎市一般職員的百合丘職舍，購入總務部長居住的危機管理用新職舍。
兩名因指出上級與業者有勾結嫌疑而遭到懲戒處分的前幹部稱其是「非法對合法內部舉發進行報復」，向東京地裁提起訴訟。
2021年3月18日，東京地裁判決懲戒處分無效，神社本廳需支付薪資。

## 事件
2020年6月，報導指出香川縣金刀比羅宮正在進行脫離神社本廳的相關手續。
金刀比羅宮之前就對神社本廳關於不動產不透明交易的報導要求查明真相。但是沒有得到滿意的答复，決定停止支付給本廳捐贈金。接著，2019年11月14日，是舉行皇位繼承的重要祭祀活動大嘗祭當日祭，然而金刀比羅宮卻未收到本廳之前答應支付的資金「幣帛料」。對此，金刀比羅宮表示「祝賀天皇陛下即位的特別之日，僅有本宮未配得資金」，無法信任本廳。
神社本廳對媒體表示「資金透過各都道府縣的神社廳分配」，但香川縣神社廳直到2020年1月底才發給金刀比羅宮。該宮批評「幾個月後才到是什麼意思？」。
2020年11月17日，金刀比羅宮正式脫離神社本廳。

## 外部連結
- 神社本廳 （页面存档备份，存于）（日語）